# Гильда (закуска)

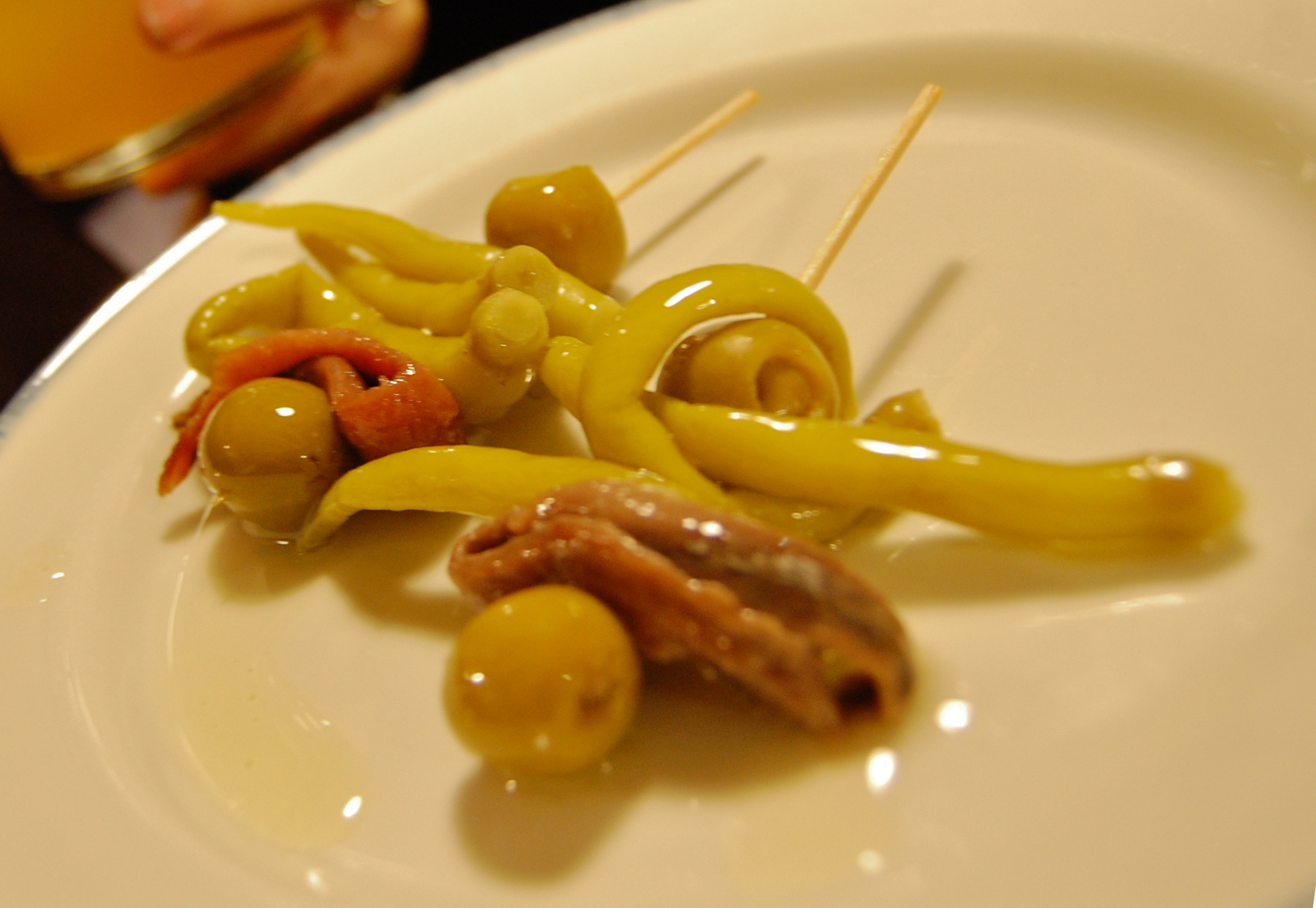
Две шпажки-«бандерильи» гильды

«Ги́льда» (исп. gilda, по-испански произносится «хи́льда») — испанская закуска к аперитиву — традиционно небольшого размера стакану пива, именуемому «сури́то» (исп. zurito). Закуска из квашеных оливки без косточки и нескольких острых зелёных перчиков с солёным филе анчоуса, нанизанных на деревянную шпажку или зубочистку и сбрызнутых качественным оливковым маслом, появилась в качестве пинчо в Сан-Себастьяне, превратилась в один из символов гастрономической культуры столицы Страны Басков и обрела признание как тапас во всей Испании и в особенности в мадридской кухне.
По общепризнанной легенде, «гильду» придумали в таверне Casa Vallés в историческом центре Сан-Себастьяна неподалёку от кафедрального собора Буэн Пастор. В конце 1940-х годов скромный набор закусок к вину там составляли лишь несколько видов квашеных или маринованных овощей, и у одного из постоянных клиентов в 1948 году возникла идея нанизывать их на шпажку с анчоусом. Он окрестил своё изобретение «гильдой» в честь нашумевшего в то время одноимённого американского фильма с участием Риты Хейворт, потому что пинчо тоже «зелёный, солёный и немного пикантный». «Зелёным и пикантным», что в переносном смысле означает «непристойным и фривольным» фильм «Гильда» охарактеризовала франкистская цензура.